# Делакруа, Леон
Леон Фредерик Гюстав Делакруа (фр. Léon Frédéric Gustave Delacroix; 27 декабря 1867[…], Сен-Жосс-тен-Ноде — 15 октября 1929[…], Баден-Баден, Республика Баден) — бельгийский государственный и политический деятель. Премьер-министр Бельгии с 21 ноября 1918 по 2 декабря 1919 года, и с 2 декабря 1919 по 20 ноября 1920 года. Одновременно занимал пост Министра финансов. Депутат парламента в 1919—1921 годах. Представитель Католической партии (фр. Parti catholique).
До начала политической карьеры имел юридическую практику и возглавлял Кассационный суд Бельгии с 1917 до 1918 года. При восстановлении страны после Первой мировой войны он был назначен на пост премьер-министра, который занимал с 1918 по 1920 года.

## Память
В 2006 году его именем была названа станция брюссельского метро.